# Llangeitho
Llangeitho är en community i Storbritannien.   Den ligger i kommunen Ceredigion och riksdelen Wales, i den södra delen av landet, 280 km väster om huvudstaden London.